# Icones Orchidacearum
Icones Orchidacearum (abreviado Icon. Orchid.) es un libro con ilustraciones y descripciones botánicas que fue escrito por el botánico mexicano, y autoridad mundial en las orquídeas Epidendrum, Eric Hágsater. Fue editado en México en el año 1990.